# Batalla del puente de Sittang
La batalla del puente de Sittang fue parte de la campaña de Birmania durante la Segunda Guerra Mundial. Librada entre el 19 y el 23 de febrero de 1942, la batalla fue una victoria para el Imperio del Japón, con muchas pérdidas para el Ejército Indio Británico, que se vio obligado a retirarse en desorden. El brigadier Sir John George Smyth, VC, que comandó el Ejército Indio Británico en el puente de Sittang, lo llamó "el desastre de Sittang".
El puente de Sittang era un puente ferroviario de hierro que se extendía varios cientos de metros sobre el río Sittang (ahora Sittaung) cerca de la costa sur de Birmania. La 17.ª División de Infantería India había dado "todo lo que tenía" en la batalla del río Bilin y ya estaba debilitada. Ahora en retirada, finalmente recibieron permiso para retirarse a través del Sittang el 19 de febrero. Se separaron del enemigo al amparo de la noche y retrocedieron 50 km hacia el oeste a lo largo de la pista que conducía al puente.
Los 214.º y 215.º regimientos japoneses avanzaron con el objetivo de aislar a las fuerzas británicas en Sittang. El teniente general William Slim (más tarde mariscal de campo Sir William Slim), que tomó el mando del teatro birmano poco después de que terminara la batalla, llamó al puente de Sittang "la batalla decisiva de la primera campaña".

## La batalla

### Retirada hacia el puente
El 21 de febrero amaneció brillante y caluroso, y la 17.ª División estaba escasa de agua. Los aviones japoneses los ametrallaron y bombardearon en la carretera, causando graves bajas y obligándolos a abandonar vehículos y equipos. Muchos hombres se refugiaron en una plantación de caucho cercana, la Bogyagi Rubber Estate. A las 05:00, el cuartel general de la 17.ª División fue atacado en Kyaikto, pero los japoneses fueron rechazados. Una pequeña fuerza india británica formada por destacamentos de varias unidades diferentes (incluido el Regimiento del Duque de Wellington) defendió el puente.
El 22 de febrero, los zapadores de Malerkotla, dirigidos por Richard Orgill, habían preparado el puente ferroviario y de carretera para su demolición. Sin embargo, la 16.ª Brigada de Infantería India y la 46.ª Brigada de Infantería India de la 17.ª División estaban aún más al este, aisladas.
Por temor a los aterrizajes de paracaidistas, Smyth desplegó 4.º Regimiento de Fusileros Gurkhas en el extremo occidental del puente para defenderlo de los ataques por la retaguardia mientras cruzaba la 17.ª División. Se vio obligado a enviarlos de regreso cuando la 33.ª División japonesa atacó desde el este. Su primera carga casi tomó el extremo este del puente y se capturó un hospital de campaña británico. Los 3.º y 5.º regimientos gurkhas, acercándose al puente desde el este, contraatacaron y expulsaron a los japoneses en "una batalla furiosa".
Se produjo una lucha cuerpo a cuerpo en la jungla, que duró la mayor parte del día. El puente estuvo a punto de ser nuevamente tomado, y los atacantes nuevamente fueron rechazados. Al anochecer del 22 de febrero, el Ejército Indio Británico todavía ocupaba el puente.

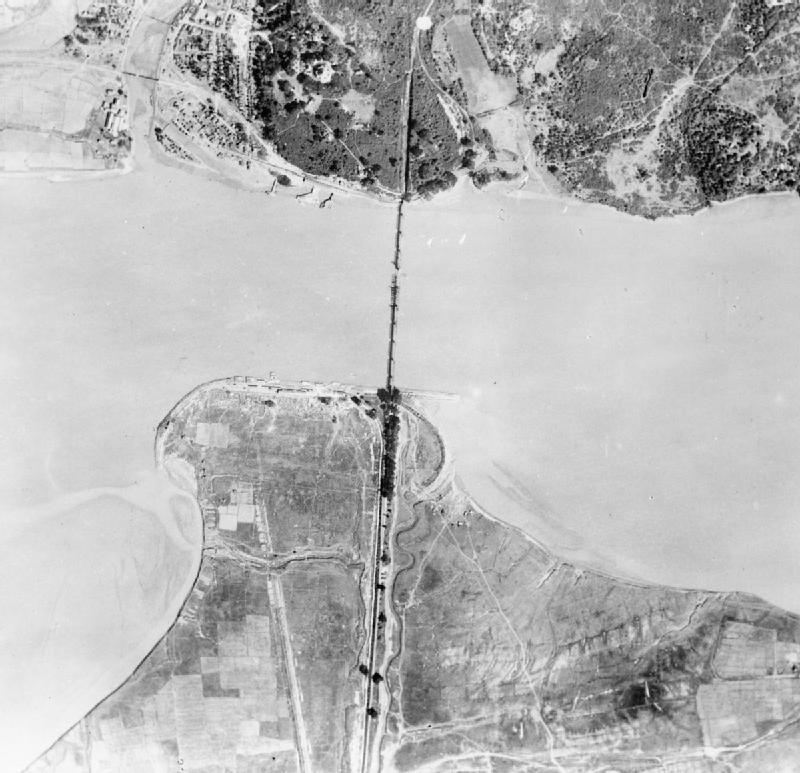
Puente de Sittang.

### "Mi desagradable y devastadora noticia"
Smyth había ordenado a sus zapadores que se prepararan para volar el puente. A las 4:30 a. m. del 22 de febrero, quedó claro que podría caer dentro de una hora. Las opciones de Smyth eran destruir el puente, dejando aisladas a más de la mitad de sus propias tropas en el otro lado, o dejarlo en pie y dar a los japoneses una marcha clara hacia Rangún. Según Smyth, "aunque es difícil, hay muy pocas dudas sobre cuál es el curso correcto: doy la orden de que el puente sea volado de inmediato". Sin embargo, solo el tramo n.º 5, contando desde la orilla este, cayó al río, mientras que los tramos 4 y 6 resultaron dañados pero no se derrumbaron.
Smyth informó de esta "desagradable y devastadora noticia" al general Hutton, comandante general de las fuerzas birmanas. Slim (1956) dice: "Es fácil criticar esta decisión; no es fácil tomar tal decisión. Sólo aquellos que se han enfrentado con la elección inmediata de alternativas sombrías similares pueden comprender el peso de la decisión que presiona sobre un comandante." Pero Slim en realidad no respalda la elección de Smyth y, de hecho, Smyth fue relevado. Nunca más recibió otro mando. El brigadier David "Punch" Cowan lo reemplazó al mando de la división.
La historia oficial afirma que Smyth habría querido mover sus tropas a través del Sittang mucho antes y se le había negado. Dice: "En vista de la gran importancia de llevar a la 17.ª División a salvo a través del Sittang, Hutton podría haber sido más sabio, una vez que se había iniciado la acción en el Bilin, para darle a Smyth las manos libres".

## Consecuencias
Los japoneses podrían haber aniquilado a la 17.ª División, pero no lo hicieron. Querían tomar Rangún rápido y los retrasos que implicaba una operación de limpieza eran inaceptables; por lo que se retiraron y se dirigieron al norte en busca de otro punto de cruce. Más tarde, el 22 de febrero, los supervivientes de la 17.ª División navegaron por el Sittang a plena luz del día. Después de acciones más pequeñas en la batalla de Pegu y la barricada de Taukkyan, los japoneses tomaron Rangún sin oposición, el 9 de marzo. Afortunadamente para los supervivientes de la 17.ª División, habían desmantelado las barricadas, por lo que los indios que habían escapado del puente de Sittang pudieron escapar hacia el norte.
Los hombres disponibles para el combate de la 17.ª División después de la batalla eran 3.484, poco más del 40% de su formación original, aunque ya estaba muy por debajo de sus efectivos antes de que comenzara la batalla. Se perdió la mayor parte de la artillería, vehículos y otros equipos pesados. Entre ellos, tenían 550 rifles, diez ametralladoras ligera Bren y 12 subfusiles Thompson. La mayoría había perdido sus botas nadando en el río. Aun así, la 17.ª División podía reabastecerse y reequiparse, y así fue. Las pérdidas de artillería consistieron en cañones de 18 libras de la Primera Guerra Mundial, y  ametralladoras Lewis usadas como antiaéreos. La 17.ª División permaneció en contacto casi constante con los japoneses desde diciembre de 1941 hasta julio de 1944, cuando fue sacada del frente justo antes de la batalla de Imfal.
Según Louis Allen, "la voladura del puente de Sittang con dos brigadas todavía al otro lado  del río fue el punto de inflexión en la primera campaña de Birmania. Una vez que el puente de Sittang había sido destruido y la 17.ª División quedó sin capacidad combativa, el camino a Rangún estaba abierto, y el destino de Birmania sellado".